# غايلدورف
غايلدورف (بالألمانية: Gaildorf) هي بلدة، مدينة وبلدة ألمانية تقع في ألمانيا في بادن-فورتمبيرغ. يقدر عدد سكانها بـ 12,522 نسمة .

## المدن التوأمة
مدينة Budajenő هي مدينة توأمة لـغايلدورف.

## أعلام
- رودلف ريتر
- ثيوبالد كيرنر
- هيلموت باومان